# Chiara Oliver
Chiara Oliver Williams (née le 11 mars 2004 à Ciutadella de Menorca), connue sous le nom de Chiara Oliver, est une auteure-compositrice-interprète et musicienne espagnole d'ascendance britannique. Elle se fait connaître en participant à la douzième saison du télé-crochet espagnol Operación Triunfo.

## Biographie
D'origine minorquine par son père et britannique par sa mère, Chiara Oliver se passionne pour la musique dès son plus jeune âge. Son premier contact avec la scène a lieu à l'âge de six ans, lorsqu'elle participe à un concours de talents organisé par un hôtel.
Oliver débute sa formation musicale à l'Ecole Municipale de Musique et d'Arts Scéniques de Ciutadella de Menorca, avant de poursuivre ses études au Conservatoire Professionnel de Musique de Minorque. Après avoir déménagé à Barcelone, elle intègre l'Ecole Supérieure de Musique de Catalogne (ESMUC), où elle se spécialise en chant moderne.
Polyvalente, Oliver maîtrise la composition et joue de plusieurs instruments, dont la guitare, le piano et la basse. Elle puise également son inspiration chez des artistes tels que la chanteuse américaine Olivia Rodrigo.

## Carrière

### 2019 - 2022:Got TalentetLa Voz
Dès son plus jeune âge, Oliver participe à divers concours de talents musicaux en Espagne. En 2019, elle atteint la finale du télé-crochet Got Talent, puis en 2022, elle rejoint La Voz dans l'équipe de Laura Pausini,.

### 2023 - 2024:Operación Triunfoet début de carrière
Le 20 novembre 2023, Chiara Oliver intègre l'académie de la douzième saison d'Operación Triunfo après avoir interprété « For Once in My Life » de Stevie Wonder lors du Gala 0.
Au cours de sa participation à l'émission, Oliver est choisie comme la favorite de la semaine lors du Gala 5 après avoir interprété la chanson « Stumblin' In » de Chris Norman et Suzi Quatro. Parmi ses prestations les plus marquantes figurent son duo avec Violeta Hódar sur « I Kissed a Girl » de Katy Perry, ainsi que interprétation de « Escriurem » de Miki Nunez et Izaro, en duo avec Martin Urrutia. Cette dernière performance étant la première fois qu'un duo est chantée en catalan et en basque dans l'émission.
Le 5 février 2024, elle est éliminée lors du Gala 10 après n'avoir pas reçu suffisamment de votes pour échapper à l'élimination, terminant ainsi à la huitième place du concours.
Par la suite, elle participe à une tournée de concerts avec ses camarades d'Operación Triunfo, parcourant plusieurs villes espagnoles. Le concert donné au WiZink Center de Madrid est même inclus dans un documentaire diffusé sur Prime Video en septembre 2024.

### 2024 - présent:La libreta rosaetLa última página
Après son passage dans l'académie de musique Operación Triunfo, en mars 2024, Oliver sort « Mala costumbre », un single sur le désamour, sous le label Universal Music Spain.
En juin 2024, elle dévoile trois nouveaux titres, dont « 3 de febrero » et « La invitada », en avance de la sortie de son premier EP,. En juillet 2024, elle sort La libreta rosa, son premier projet musical, un EP composé d'une intro et de six chansons, parmi lesquelles « El parque » en collaboration avec VIOLETA. Entre le 15 et le 21 juillet 2024, Oliver se produit dans six villes espagnoles dans le cadre du festival Los40 Summer Live.
En août 2024, Oliver collabore avec le groupe catalan The Tyets sur « Fa Dies », un titre qui fait des clins d'œil à sa ville natale.
Le 10 septembre 2024, il est annoncé qu'Oliver adaptera en espagnol l'une des chansons de la bande originale du film Le Robot Sauvage. Peu après, elle se produit au Coca-Cola Music Experience. Le 21 septembre 2024, elle entame La Libreta Rosa Tour, sa première tournée solo, qui s'étend sur quatorze mois à travers l'Espagne.
En décembre 2024, Oliver sort « Bucle », un nouveau single annonçant son deuxième EP, La última página. Ce projet, publié le 31 janvier 2025, fait suite à La libreta rosa et s'inspire de ses premières expériences dans l'industrie musicale,.

## Distinctions
Oliver a été l’une des porte-paroles des festivités de la Pride LGTBIQ+ 2024 de Madrid, aux côtés de ses camarades d’Operación Triunfo, Martin Urrutia, Juanjo Bona et Violeta Hódar.

## Vie personnelle
Chiara Oliver est ouvertement lesbienne, un aspect de son identité qu’elle a abordé avec naturel lors de sa participation à Operación Triunfo. Dans une interview, elle a exprimé son admiration pour la diversité qui caractérise l’émission et sa satisfaction de voir que les jeunes générations perçoivent cela comme quelque chose de naturel,.
Elle a également contribué à la représentation des personnes atteintes de TDAH. Pendant son passage dans Operación Triunfo, elle et Lucas Curotto ont partagé leurs expériences sur l’impact de ce trouble dans leur vie quotidienne. Après son élimination, elle a reçu de nombreux témoignages de reconnaissance pour avoir donné de la visibilité à cette condition et contribué à sensibiliser le public.

## Discographie

### Albums et EPs

#### EPs
| Titre            | Détails                                                                                                  | Meilleur classement CD | Meilleur classement vinyle |
| Titre            | Détails                                                                                                  | ESP                    | ESP                        |
| ---------------- | --- | ---------------------- | -------------------------- |
| La libreta rosa  | - Sortie : 11 juillet 2024 - Label : Universal Music Group - Format : CD, vinyle, téléchargement digital | 1                      | 1                          |
| La última página | - Sortie : 31 janvier 2025 - Label : Universal Music Group - Format : CD, vinyle, téléchargement digital | 2                      | 1                          |

### Singles

#### En solo
| Année | Titre              | Meilleur classement | Album            |
| Année | Titre              | ESP                 | Album            |
| ----- | ------------------ | ------------------- | ---------------- |
| 2024  | « Mala costumbre » | —                   | —                |
| 2024  | « 3 de febrero »   | —                   | La libreta rosa  |
| 2024  | « La invitada »    | —                   | La libreta rosa  |
| 2024  | « Bucle »          | —                   | La última página |
| 2025  | « Otro día »       | —                   | La última página |

#### En collaboration
| Année | Titre                        | Meilleur classement | Album           |
| Année | Titre                        | ESP                 | Album           |
| ----- | ---------------------------- | ------------------- | --------------- |
| 2024  | « El parque » (avec VIOLETA) | —                   | La libreta rosa |
| 2024  | « Fa Dies » (avec The Tyets) | —                   | —               |

### Bandes originales
- Le Robot Sauvage (2024) : « Tocar el cielo » (« Kiss The Sky » de Marren Morris)

## Tournées

### En solo
- 2024 - 2025 : La Libreta Rosa Tour

### En groupe
- 2024 : Operación Triunfo 2023 en concert

## Filmographie

### Télévision
| Année       | Titre                  | Chaîne          | Notes                | Ref.   |
| ----------- | ---------------------- | --------------- | -------------------- | ------ |
| 2019        | Got Talent España      | Telecinco       | Finaliste            | [ 27 ] |
| 2022        | La Voz                 | Antena 3        | Candidate            | [ 5 ]  |
| 2023 - 2024 | Operación Triunfo 2023 | Prime Video     | Candidate            | [ 28 ] |
| 2024        | OT al Día              | Prime Video     | Invitée              | [ 29 ] |
| 2024        | Premios Ídolo 2024     | Movistar Plus+  | Invitée, performance | [ 30 ] |
| 2024        | OT23: La gira          | Prime Video     | Documentaire         | [ 31 ] |
| 2024        | LOS40 Music Awards     | Movistar Plus+  | Invitée              | [ 32 ] |
| 2024        | Masterchef Celebrity   | La 1            | Invitée, performance | [ 33 ] |
| 2024        | Nochevieja contigo     | Telecinco       | Performance          | —      |
| 2025        | Play Zeta              | Playz           | Invitée              | [ 34 ] |
| 2025        | Diario 24              | 24 Horas RTVE   | Invitée              | —      |
| 2025        | La selva               | TV3 (Catalogne) | Invitée, performance | —      |

### Clips vidéos
| Année | Titre                        | Sortie           | Notes              |
| ----- | ---------------------------- | ---------------- | ------------------ |
| 2024  | « Mala costumbre »           | 29 février 2024  | Artiste principale |
| 2024  | « 3 de febrero »             | 13 juin 2024     | Artiste principale |
| 2024  | « La invitada »              | 25 juin 2024     | Artiste principale |
| 2024  | « El parque » (avec VIOLETA) | 9 juillet 2024   | Collaboration      |
| 2024  | « Fa Dies » (avec The Tyets) | 5 septembre 2024 | Collaboration      |
| 2024  | « Bucle »                    | 12 décembre 2024 | Artiste principale |
| 2025  | « Otro día »                 | 31 janvier 2025  | Artiste principale |

## Récompenses et nominations
| Année | Cérémonie                             | Catégorie                             | Travail nommé                | Résultat   |
| ----- | ------------------------------------- | ------------------------------------- | ---------------------------- | ---------- |
| 2024  | Premio MADO                           | Prix de la diversité LGTBI            | elle-même                    | Lauréate   |
| 2024  | Premis Enderrock de la Música Balears | Meilleur album en langue non-catalane | La libreta rosa              | Lauréate   |
| 2024  | Premis Enderrock de la Música Balears | Meilleure chanson                     | « Fa Dies » (avec The Tyets) | Nomination |
| 2024  | Premis Enderrock de la Música Balears | Artiste révélation                    | elle-même                    | Lauréate   |
| 2024  | La Nit d’ELS40                        | La chanson en boucle de 2024          | « Fa Dies » (avec The Tyets) | Nomination |
| 2024  | La Nit d’ELS40                        | La meilleure collaboration            | « Fa Dies » (avec The Tyets) | Nomination |
| 2025  | Premis Enderrock                      | Meilleur album en langue non-catalane | La libreta rosa              | Nomination |
| 2025  | Premis Enderrock                      | Meilleure chanson                     | « Fa Dies » (avec The Tyets) | Nomination |
| 2025  | Premis Enderrock                      | Meilleur clip                         | « Fa Dies » (avec The Tyets) | Nomination |
| 2025  | Premios RAC105                        | Meilleur duo ou collaboration         | « Fa Dies » (avec The Tyets) | Lauréate   |